# 绒海番鸭

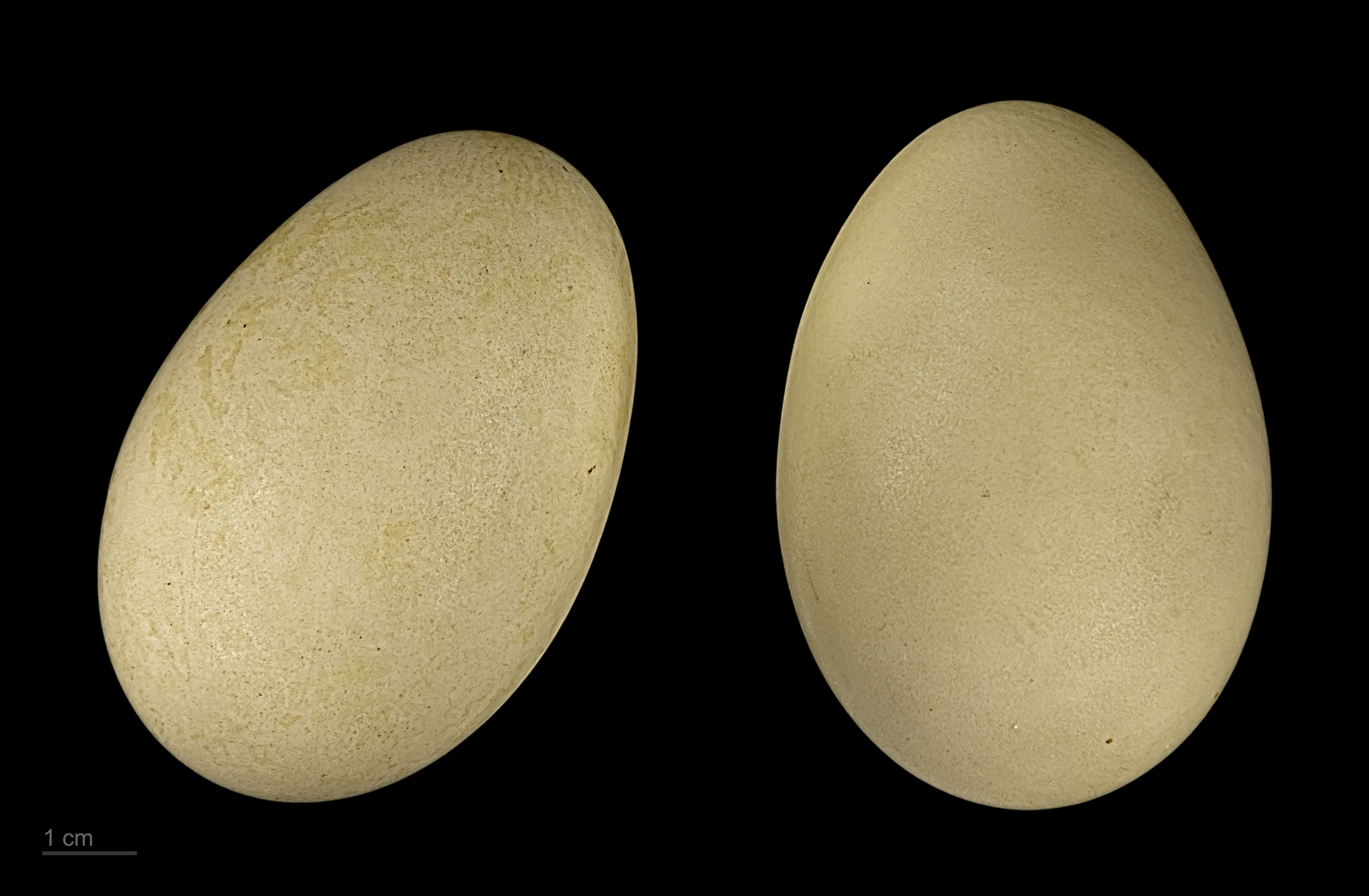
Melanitta fusca

绒海番鸭（学名：Melanitta fusca）为鸭科海番鸭属的鸟类，俗名海番鸭、奇嘴鸭。多栖息于沿海海滩、内陆淡水河湖间以及湖沼地区。该物种的模式产地在瑞典。斑脸海番鸭原为其西伯利亚亚种（学名：M. f. stejnegeri），现一般被视为独立物种，拆分前的物种中文名为斑脸海番鸭。